# Табаров, Шерали Давлатович
Шерали Давлатович Табаров (род. 1973, Хатлонская область, Таджикская ССР, СССР
) — крупный торговец героином, одна из основных фигур в международном наркосиндикате, который в 2013 году организовал канал поставок особо крупных партий героина из Республики Афганистан в Республику Таджикистан и транзитом через страны Средней Азии в Российскую Федерацию. Наркосиндикат представлял собой многоуровневую законспирированную криминальную организацию, осуществлявшую свою деятельность как на территории России, так и других стран. С 2013 по 2014 год Табаров и его сообщники организовали поставки как минимум 696 килограммов героина из Средней Азии в Россию, четыре крупные партии героина — от 105 до 190 килограммов — и ещё несколько мелких, весом до 20 килограммов. Шерали Табаров в наркосиндикате, по версии обвинения, отвечал за логистику и координацию поставок героина из Таджикистана и Афганистана. Был известен под прозвищами «Шер» и «Каду». Табаров получил национальную известность в России, после того как в 2017 году стал первым наркоторговцем в истории России, который был приговорен к пожизненному лишению свободы, что стало первым случаем, когда обвиняемому в наркоторговле выносился пожизненный приговор. Вынесение подобного уголовного наказания стало возможно после внесения поправок в уголовно-процессуальный кодекс РФ и ужесточения уголовного наказания за сбыт и хранение наркотических веществ в 2012 году. До 2017 года уголовные наказания в виде пожизненного лишения свободы выносились только осужденным за совершение убийств. Ряд юристов охарактеризовали приговор Шерали Табарову как исторический.

## Биография
О ранних годах Шерали Табарова известно крайне мало. Известно, что Табаров родился в 1973 году на территории Хатлонской области в Таджикской ССР. Детство и юность провел в сельской местности, где большая часть населения работала в сельском хозяйстве, занимаясь выращиванием бахчевых культур. 
После окончания школы Табаров также некоторое время работал в сельском хозяйстве, но после распада СССР и начала гражданской войны в Таджикистане покинул территорию страны и в качестве беженца переехал в Афганистан. Благодаря относительной открытости границы Таджикистана с Афганистаном и наличию крупных таджикских общин в Афганистане, Узбекистане и России, на южной границе Таджикистана с августа 1992 года начались регулярные и всё более масштабные попытки перехода повстанцами таджикско-афганской границы с целью приобретения оружия. С начала апреля 1993 года началось проникновение в южные регионы Таджикистана боевых групп с территории Афганистана, где в восьми лагерях сосредоточились свыше 100 тысяч таджикских беженцев. Крминогенная обстановка на границе двух стран способствовала тому, что местные территориально-мафиозные кланы при посредничестве афганских боевиков довольно успешно начали заниматься транспортировкой героина и опия с территории Афганистана с целью финансировать оппозицию для политической борьбы с действующей властью. 
В этот период был организован наркотрафик из исламской республики в Россию и дальше, в страны Европы, после чего Шерали Табаров в середине 1990-х примкнул к одной из ОПГ и начал криминальную карьеру в сфере наркоторговли. Основной путь караванов с героином пролегал через Горно-Бадахшанскую автономную область. После окончания гражданской войны в 1997 году, бедность, насилие и всепроникающая коррупция привели к демографическим и этническим изменениям в стране, в частности породили волну беженцев, исход русскоязычного населения, и большой поток граждан Таджикистана, устремившихся на заработки в Россию. Это способствовало созданию огромного количества каналов наркотрафика, после чего граждан Таджикистана в массовом порядке начали системно вовлекать в наркоторговлю. Первоначально организаторами поставок героина были выходцы из Худжандской области Такджикистана, которые во время существования СССР традиционно составляли партийную элиту, занимались административной и культурной деятельностью. Уроженцы Горного Бадахшана, связанные с криминальными структурами, взяли на себя роль переговорщиков с афганскими дилерами. Исполнителей и боевиков набирали в Кулябском районе Худжанской области, куда с 1960-х годов переселяли безработных со всей республики, уроженцем которой также являлся Шерали Табаров. 
В конце 1990-х он также переехал в Россию и попытался наладить транспортировку героина из Афганистана через территорию Таджикистана — в разные регионы России. На этом поприще он достиг неплохих успехов. Табаров стал одним из первых организаторов транспортировок и в течение нескольких лет сумел договориться с партнерами в разных странах и найти подход к коррумпированным представителям власти, однако в 2003 был арестован на территории Ульяновской области. 13 мая 2003 года Инзенским райсудом Ульяновской области он был признан виновным по ч. 1 ст. 30, п. «г» ч. 3 ст. 228.1 УК РФ (в ред. Федерального закона от 8 декабря 2003 г.) и получил уголовное наказание в виде 10 лет лишения свободы. Отсидев несколько лет Табаров подал ходатайство о его передачи властям Таджикистана с целью продолжения отбытия уголовного наказания в тюрьмах на родине. Его ходатайство было удовлетворено, после чего в конце 2000-х в соответствии с «Конвенцией о передаче осужденных лиц от 21 марта 1983 г.» и статьей 469 «Уголовно-процессуального кодекса Российской Федерации» по решению суда Шерали Табаров был передан для дальнейшего отбывания наказания в Таджикистан, гражданином которого он являлся. 
Отбывая наказание в одном из учреждений пенитенциарной системы Таджикистана, Табаров познакомился там с полевым командиром Абдулвохидом валади Абдулкудусом, участником Афганской войны, который на тот момент более 30 лет занимался наркоторговлей и имел за плечами десятилетия боевого опыта, неоднократно участвуя в боях с военнослужащими Советской армии и пограничниками Таджикистана. Абдулкудус отбывал уголовное наказание в виде 18 лет лишения свободы за организацию незаконного бандформирования, незаконный оборот оружия, контрабанду героина и нелегальное пересечение границы. По версии следствия, именно Абдулвохид Абдулкудус предложил Табарову после освобождения стать членом наркосиндиката. У Абдулвохида Абдулкудуса в распоряжении имелась собственная плантация опийного мака, лаборатория по производству героина и возможность оптом скупать наркотик у афганских фермеров. Табаров в свою очередь к тому времени имел за плечами многолетний опыт массового сбыта героина в России, обширную клиентскую базу в Московской области, выходы на логистические структуры и связи на границах. Третьим в их компании оказался Абдулазиз Усмонов по прозвищу «Ходжи Самандар» — известный в криминальных кругах героиновый наркобарон, который в 2004 году был осужден по обвинению в сбыте наркотиков. В конце 2012 года и начале 2013 года, в результате условно-досрочных освобождений и амнистий, все трое оказались на свободе, после чего в июне 2013 года Табаров, Усмонов и Абдулвохид Абдулкудус встретились в кафе «Чорбет» на территории Душанбе, где договорились о дате первой поставки груза в Россию — 20 июня 2013 года..

## Участие в наркосиндикате
Главой наркосиндиката являлся Джурабек Боймуродов, имевший опыт ведения боевых действий и служивший в специальных подразделениях МВД Таджикистана. Бойморудов в свое время сумел объединить многочисленные организованные преступные группировки, занимавшиеся наркоторговлей в одну систему и организовал криминальный бизнес по принципу работы сетевой компании. Начиная с 2002 года он сыграл большую роль в росте героиновой наркотизации в России, увеличил число каналов сбыта наркотика и существенно расширил географии поставок в регионы России. 
Начиная с июня 2013 года, Табарову удалось успешно вернуться в наркоторговлю и при непосредственной поддержке Абдулкудуса всего лишь за несколько месяцев серьёзно укрепить свои позиции, после чего он вовлек в бизнес по поставке афганского героина в Россию и страны Европы сотни людей разных национальностей. Шерали Табаров отвечал в наркосиндикате за «российское направление» поставок героина. Особую роль в становлении и дальнейшем развитии преступного сообщества Табарова играли лица, проходившие службу в погранвойсках на таджикско-афганской границе, так как у них были налаженные связи с афганцами и они знали особенности приграничной полосы — 400 километров вдоль реки Пяндж и места, не охваченные блокпостами, вблизи населенных пунктов Хамадони и Шуробад. Абдулкудус после своего освобождения из тюрьмы сумел организовать крупные поставки героина в Таджикистан, где караваны с наркотиком принимал Шерали Табаров со своими сообщниками. Абдулвохид Абдулкудус приобретал у фермеров 50-процентный героин по цене 1 тысяча долларов за килограмм, после чего брал под свою ответственность самую сложную и опасную часть трафика — продвижение с товаром к таджикско-афганской границе, нередко под огнем пограничников. Партию из Афганистана подчиненные Абдулкудуса перемещали одновременно по нескольким пограничным пунктам. В случае удачного пересечения границы, товар попадал к сообщникам Табарова и его стоимость увеличивалась в 3-4 раза (до 4 тысяч долларов за килограмм). После получения героина, подчиненные Шерали Табарова занимались расфасовкой товара, его последующей транспортировке к границе между Россией и Таджикистаном, и его непосредственной переправке через границу. 
В обязанности Табарова также входил поиск коррумпированных чиновников и установление с ними доверительных контактов, которые за материальное вознаграждение спосопбствовали беспрепятственному проникновению героина на территорию РФ. По причине того что в Таджикистане проживали представители других национальностей, в первую очередь киргизы и узбеки, Табарову удалось быстро найти сообщников в соседних республиках, что помогло увеличить число каналов для сбыта и создать перевалочные базы в разных городах. Помимо прямого транзита, Табарову удалось организовать схему поставок героина в Россию через территории Узбекистана, Кыргызстана и Казахстана. В России оптовая цена героина возрастала в несколько раз и доходила уже до 20 тысяч долларов за килограмм. Следователями впоследствии было доказано, что Табаров и его сообщники переправили в Россию при первой сделке как минимум 115 килограммов героина. 
Первоначально, Табаров поставлял крупные партии героина из Таджикистана в Россию посредством перевозок по железной дороге. Важным каналом сбыта героина для Шабарова был поезд Куляб–Москва, следующий через Астраханскую область, но в результате облав он несколько раз терял товар и не мог выполнить обязательств перед афганскими поставщиками, после чего отказался от перевозок по железной дороге. После этого Шерали Табаров организовал транспортировку героина с помощью фур, которые начали «оформлять» странами «Евросоюза». В целях конспирации Табаров старался водителей грузовиков не посвящать в планы наркокартеля о перевозке наркотиков, что давало ему возможность использовать их вслепую, не вызывать подозрений у пограничников и минимизировать угрозу разоблачения при обнаружении партий героина во время проверок. Зачастую героин был спрятан в тайниках, выдолбленных в поддонах и в картонных стенках ящиков, в которых перевозились бахчевые культуры. Поддоны и ящики с тайниками производились на небольшой фабрике, которую Шерали Табаров специально с этой целью построил в Таджикистане. При фасовке использовалось высокотехнологичное оборудование — автоматы для вакуумной упаковки. В распоряжении Табарова также имелись терминалы досмотра, идентичные тем, которые использовались пограничниками на пунктах таможенного досмотра. Преступники изучали устройство терминалов с целью поиска изъянов конструкции, чтобы надежнее спрятать товар. Также для успешного пересечения границы упакованный товар прогоняли через профессионального кинолога и натасканных в полицейских центрах собак с целью разработок всевозможных ухищрений и укрыть товар от острого нюха собаки. В криминальном мире Табаров стал известен под прозвищем «Шер» (перевод с таджикского на русский — лев) и «Каду», что на русский переводится как «тыковка».
Деньги от сбыта героина аккумулировались в нелегальных финансовых центрах, в своеобразных бюро международных денежных переводов на доверии, после чего наличными средствами или переводами зачислялись на счета подконтрольных Шерали Табарову и его сообщников девелоперских фирм. Оттуда Табаров выводил средства на счета в банки Дубая, Кипра, Амстердама и Сингапура для дальнейшего перераспределения. Часть средств он обналичивал, после чего отправлял на закупку новых партий героина и дачу взяток. Часть прибыли от наркобизнеса, Шерали Табаров вкладывал в легальную коммерческую деятельность, а на остальные деньги покупал коммерческую и жилую недвижимость, автомобили и предметы роскоши. Характерной для лидеров этого преступного сообщества стала мода совершать ежегодный хадж в священный для мусульман город Мекку на деньги, полученные от наркобизнеса. В 2013 и 2014 году Шерали Табаров также совершал туда поездки.
Взаиморасчеты в сообществе не всегда производятся деньгами. Для выходцев из Средней Азии также было характерно расплачиваться определёнными товарами. Особенно был распространен обмен героина на автомобили премиум-класса. Так сообщник Табарова Абдулазиз Усмонов провернул подобную сделку в Самаре летом 2014 года. После продажи героина Усмонов уехал на родину на дорогом внедорожнике.

## Арест, суд и следствие
Шерали Табаров снова попал под пристальное внимание сотрудников правоохранительных органов в 2013 году после одной из успешных международных операций по борьбе с распространением наркотиков. Партия героина перевозилась через границу в 31 деревянном поддоне вместе с 17 тоннами алычи. Караван грузовиков шел через Кыргызстан и был задержан в районе Бирюлёво Западное Москвы. В ходе обыска было изъято пять партий героина общим весом свыше 600 кг, потенциальная выручка от которого для наркокартеля составляла больше 2 миллионов долларов. Во время расследования курьеры и наркодилеры дали показания против Шерали Табарова, который был известен им под прозвищем «Шер». Однако прозвище не давало никаких зацепок следствию, так как это прозвище считалось престижным среди представителей криминальной субкультуры Таджикистана и его носило множество людей. Но вскоре от свидетеля по делу следователи получили ещё несколько деталей о личности Табарова. Так удалось узнать, что в узком кругу близких друзей Шерали имел прозвище «Каду» (перевод с таджикского на русский — тыква), так как он детство и юность провел в одном из районов Хатлонской области, где тыкву выращивали в промышленных масштабах. После анализа данных следствие пришло к выводу, что организатором поставок героина предположительно является Шерали Табаров. Потеря крупных партий героина привела к разборкам в среде представителей криминальной субкультуры в Таджикистане, так как афганские боевики требовали отчета и возмещения материальной компенсации за утерянную партию товара. Сообщество возложило материальную ответственность за потерю груза на Табарова. Он был обязан возместить материальный ущерб афганским партнерам в виде 450 тысяч долларов. Так как афганские боевики не прощали задолженностей и в иных случаях, в случае невыполнения обязательств убивали не только того, кто их подвел, но и вырезали всю его семью, Табаров, несмотря на вероятность попасть под следствие, так как его сообщники находились в руках сотрудников правоохранительных органов, продолжил свою деятельность, чтобы расплатиться по счетам.
Шерали Табаров был обнаружен и арестован на территории Москвы 8 октября 2014 года. На момент ареста он контролировал очередную крупную поставку партии героина из Таджикистана в Россию. В ходе успешной полицейской операции все преступники, принимавшие в участие в этой поставке, были арестованы. Среди изъятых у него и его подчиненных партии героина были весом по 88, 105, 115, 152 и 188 кг. Во время ареста Табаров предъявил сотрудникам полиции поддельные документы на имя Хайриддина Бобохонова, однако в ходе криминалистическо-дактилоскопической экспертизы его настоящая личность была установлена. Арест Табарова и его сообщников стал возможен благодаря тесному сотрудничеству силовиков из нескольких стран, таких как Россия, Казахстан, Таджикистан, Узбекистан и Афганистан, чьи сотрудники правоохранительных органов при поддержке осведомителей оказали неоценимую помощь, передав России данные о датах поставок и информацию о личностях, причастных к наркотрафику.
После ареста Табарова, в ноябре 2014 года на территории Таджикистана были убиты братья Каримовы — представители известного в преступной среде клана, также занимавшегося распространением наркотиков. Вскоре правоохранительными органами Таджикистана были задержаны исполнители убийств — Саидмурод Мадалиев и Джамшед Раджабов — штатные киллеры, работавшие на сообщника Шерали Табарова — Усмонова. Усмонов после этого был взят под стражу. После ареста он решил сотрудничать со следствием, дал показания против Табарова и рассказал о мотивах расправы над братьями Каримовыми.
Согласно показаниям Усмонова, Каримовы отвечали за логистику и в действительности были ответственны за потерю нескольких партий героина в 2013 году на территории Бирюлево Западное. Во время транспортировке груза Табаров заплатил братьям предоплату в размере 450 тысяч долларов. После потери товара, Усмонов потребовал от братьев возврата денег, так как ему и Табарову нужно было держать ответ перед афганскими боевиками, однако Каримовы отказались вернуть аванс, объяснив это тем, что потерянные партии героина были помечены как их (Усмонова и Табарова) персональные, после чего Усмонов был вынужден организовать их убийство в качестве оправдания перед афганскими поставщиками. После ареста киллеров, стрелявших в братьех Каримовых, были найдены доказательства их причастности к совершению ряда преступлений на территории России. В частности они оказались причастны к разбойному нападению на сотрудника столичного департамента экономического развития Москвы Бориса Миронченко в феврале 2014 года, который подвергся пыткам, после чего был застрелен.
Предварительное расследование уголовного дела осуществлялось следователями Следственного департамента МВД России при оперативном сопровождении сотрудников ГУНК МВД России на протяжении почти четырёх лет и представляло исключительную сложность в связи с высокой законспирированностью организации, международным характером преступной деятельности участников, большим объёмом проведенных следственных действий и оперативно-розыскных мероприятий. Так называемое «Дело Табарова» стало для следователей МВД хорошим опытом по изучению сложной системы международной наркоторговли. Сообщники Шерали Табарова продолжали работать ещё около года после его ареста. Их действия координировал руководитель другого структурного подразделения наркосиндиката по имени Саидджемала Курбунов, однако в 2015-м года большая часть преступников была арестована, а ряд других сумели скрыться, после чего были объявлены в розыск.
На судебном процессе гособвинителем выступал представитель прокуратуры Московской области Кирилл Никитин. Табарову были предъявлены обвинения в руководстве структурным подразделением преступного сообщества (ч. 1 ст. 210 УК РФ), незаконном пересечении границы (ст. 322 УК РФ) и хранении наркотиков с целью сбыта. На судебном процессе прокуратура предоставила доказательства перевозок Табаровым на территорию России как минимум пяти партий героина, общим весом свыше 600 кг. Однако следователи были уверены в том, что в действительности Шерали Табарову удалось провести героина на территиорию России гораздо больше. Подробности уголовного дела не разглашались общественности, но представитель Генпрокуратуры Александр Куренной посвятил ему целый выпуск своего видеоблога на видеохостинге «YouTube». На судебном процессе был создан прецедент, не имевший аналогов в истории России. Генпрокуратура впервые в российской практике запросила в суде для наркоторговца пожизненное лишение свободы.
.
Из речи гособвинителя Кирилла Никитина: 
«Понятно, что у многих из обвиняемых есть смягчающие обстоятельства: проблемы со здоровьем, наличие несовершеннолетних детей. Суд это все учитывает. Но как бы громко это ни прозвучало, этот героин убивает наших сограждан. Чтоб за державу не было обидно, должно быть адекватное наказание»
.
В конечном итоге Шерали Табаров был признан виновным по всем пунктам обвинения, после чего 21 декабря 2017 года Московский областный судом приговорил его к пожизненному лишению свободы. Также были приговорены к различным длительным срокам заключения 14 соучастников его преступной деятельности. Его компаньон по наркобизнесу Абдулазиз Усмонов на территории Таджикистана был осужден по обвинению в организации убийств братьев Каримовых, после чего в 2015 году также был приговорен к пожизненному лишению свободу.
«Суд пришел к выводу, что действия подсудимого представляли исключительную опасность для населения России»
,— подчеркнул в приговоре судья Владимир Зимин.
Пресс-служба МВД после суда заявила, что изъятая партия героина у Табарова и его сообщников весом почти 700 килограммов является одной из самых крупных партий героина в истории страны, изъятой у контрабандистов. По статистике МВД, за весь 2015 год во всей России было изъято у наркодилеров и курьеров около 2,5 тонн героина. В 2007 году крупнейшей партией героина называли 197 пачек общим весом 436 килограммов, а в 2003 году — партию весом в 300 килограммов. Ранее ООН назвала Россию самым большим рынком для сбыта героина из Афганистана и лидером по потреблению героина в мире — на долю страны приходится 21 % всего производимого в мире наркотика.
После осуждения Табарова лидер наркосиндиката Джурабек Боймуродов был объявлен в международный розыск. Согласно материалам следствия, только в России было изъято из оборота, к которому причастен Боймуродов, более 12 млн доз героина, а ежемесячный только одного подконтрольного Боймуродову канала, который был организован Шерали Табаровым составлял 3 миллиона долларов.
В 2018 году Шерали Табаров подал в Верховный суд Российской Федерации кассационную жалобу, надеясь на отмену приговора и назначение нового судебного разбирательства, однако в мае 2019 года Верховный суд отклонил его жалобу и оставил приговор, который ранее вынес Мособлсуд, без изменения.

Официальный представитель МВД Ирина Волк так прокомментировала решение Верховного суда:
Впервые в практике правоохранительных органов Российской Федерации вступил в законную силу приговор о наказании в виде пожизненного лишения свободы организатора международного преступного сообщества, ранее судимого на территории России за преступления в сфере незаконного оборота наркотиков. Фигуранты были изобличены в совершении 20 особо тяжких преступлений. Из незаконного оборота изъято более 696 кг наркотического средства - героина
.
По состоянию на 2025-й год Шерали Табаров остается единственным человеком, осужденным в России пожизненно за ввоз и торговлю наркотиками. Ранее по статье 229.1 УК (контрабанда наркотиков) суды выносили в качестве уголовного наказания сроки от 15 до 20 лет лишения свободы.

## Общественная реакция
Главный нарколог Министерства здравоохранения РФ Евгений Брюн назвал приговор Шерали Табарову в виде пожизненного лишения свободы справедливым судебным решением.
Министр иностранных дел РФ Сергей Лавров после ряда успешных операций по аресту контрабандистов и изъятий крупных партий наркотиков заявил о необходимости усиления обмена оперативной информацией между странами Центральной Азии и их партнерами для борьбы с контрабандой наркотиков.

## Последующие события
24 января 2022 года , 3 отдел Следственного департамента МВД по расследованию особо важных дел о преступлениях в сфере незаконного оборота наркотиков, чьи сотрудники занимались расследованием уголовного дела Шерали Табарова — был расформирован, а начальник отдела Сергей Пелих был уволен «в связи с сокращением должности». Часть сотрудников ушла из полиции, тогда как остальные перешли на службу в другие подразделения. Расформирование отдела в МВД объяснили бюрократическими причинами и никак не связали с расследованием о контрабанде 9 тонн кокаина, через Кабо-Верде на судне с российским экипажем, моряки которого, задержанные иностранными спецслужбами в Кабо-Верде, были впоследствии осуждены на длительные сроки заключения, и с расследованием дела в отношении одного из богатейших людей Молдовы Владимира Плахотнюка, который по версии следствия был связан с крупным каналом по отмыванию денег, известном как «ландромат», и с сетью каналов по поставке марокканского гашиша в страны Европы, Молдову, Украину, Беларусь и Россию . В деле Плахотнюка фигурировало несколько десятков людей, включая организованную преступную группу профессиональных воров, ответственную за серию ограблений элитных коттеджей в Подмосковье, «воров в законе», организаторов и участников наркотрафика в Испании, Молдове, России и других европейских странах. Для самих следователей ситуация стала неожиданностью, так как они, согласно их утверждениям, серьёзно продвинулись в расследовании уголовных дел и заслужили репутацию профессионалов.